# Türi-Alliku
Türi-Alliku – wieś w Estonii, w prowincji Järva, w gminie Türi.